# SDSS J114151.16+101843.6
SDSS J114151.16+101843.6 ist eine Zwerggalaxie im Sternbild Jungfrau auf der Ekliptik. Sie ist schätzungsweise 1,7 Milliarden Lichtjahre von der Milchstraße entfernt. Im gleichen Himmelsareal befinden sich u. a. die Galaxien NGC 3817, NGC 3819, NGC 3820, NGC 3822.